# Czerna Gora (pasmo górskie)
Czerna Gora (bułg. Черна гора) – pasmo górskie w Bułgarii.
Najwyższym szczytem jest Tumba, która znajduje się na wysokości 1129 m n.p.m. Inne szczyty to:
- Kitka – 1118 m n.p.m.,
- Garwan – 1100 m n.p.m.,
- Szilaw czukar – 969 m n.p.m.,
- Katinski rid – 916 m n.p.m.